# Віндзор (Массачусетс)
Віндзор (англ. Windsor) — місто (англ. town) в США, в окрузі Беркшир штату Массачусетс. Населення — 831 особа (2020).

## Демографія
Згідно з переписом 2010 року, у місті мешкало 899 осіб у 369 домогосподарствах у складі 269 родин. Було 491 помешкання
Расовий склад населення:
| - 96,1 % — білих - 0,7 % — чорних або афроамериканців - 0,6 % — азіатів - 0,2 % — корінних американців |

До двох чи більше рас належало 2,3 %. Частка іспаномовних становила 0,4 % від усіх жителів.
За віковим діапазоном населення розподілялося таким чином: 20,5 % — особи молодші 18 років, 66,7 % — особи у віці 18—64 років, 12,8 % — особи у віці 65 років та старші. Медіана віку мешканця становила 47,8 року. На 100 осіб жіночої статі у місті припадало 103,4 чоловіків;  на 100 жінок у віці від 18 років та старших — 109,1 чоловіків також старших 18 років.
Середній дохід на одне домашнє господарство  становив 110 717 доларів США (медіана — 81 875), а середній дохід на одну сім'ю — 112 806 доларів (медіана — 102 083). Медіана доходів становила 61 500 доларів для чоловіків та 50 938 доларів для жінок. За межею бідності перебувало 5,5 % осіб, у тому числі 8,3 % дітей у віці до 18 років та 4,2 % осіб у віці 65 років та старших.
Цивільне працевлаштоване населення становило 505 осіб. Основні галузі зайнятості: освіта, охорона здоров'я та соціальна допомога — 25,0 %, роздрібна торгівля — 12,3 %, науковці, спеціалісти, менеджери — 12,1 %.